# Chelonologia
Chelonologia (z gr. χελώνα chelóna – „żółw” i λόγος lógos – „nauka”) – gałąź zoologii, dział w reptiliologii i herpetologii zajmujący się badaniami żółwi. 
Do rozwoju polskiej chelonologii znacząco przyczynił się prof. dr hab. Marian Młynarski, to on w 1969 roku wprowadził termin "chelonologia", na podstawie książki rosyjskiego zoologa Alexandra Straucha (1832–1893) „Chelonologische Studien”. Zainteresowania badawcze prof. dr. hab. Mariana Młynarskiego skupiały się na głównie na paleontologii żółwi, ale przyczynił również się do zachowania wielu stanowisk żółwia błotnego w Polsce. Wynikiem prowadzonych przez niego prac badawczych było wiele książek dotyczących żółwi.
Już na początku XIX wieku badania nad poznaniem anatomii żółwi prowadził Ludwik Henryk Bojanus, profesor Uniwersytetu Wileńskiego. Przez 10 lat pracował nad dokładnym poznaniem anatomii tych zwierząt i wykonał sekcję około 500 okazów, w wyniku tych badań powstała książka "Anatome testudinis Europaeae", wydrukowanych zostało tylko 80 egzemplarzy.
Badania m.in. nad żółwiami prowadził również na Uniwersytecie Jagiellońskim prof. Roman J. Wojtusiak, powstała wówczas praca pt. "Świat wrażeń wzrokowych u żółwi".
Chelonologia obejmuje następujące dziedziny:
- biogeografia
- biologia
- fizjologia
- anatomia
- morfologia
- taksonomia
- filogeneza
- paleontologia
- ekologia